# Anoratha
Anoratha is een geslacht van vlinders van de familie spinneruilen (Erebidae), uit de onderfamilie Hypeninae.

## Soorten
- A. albitibiata Wileman & West, 1930
- A. costalis Moore, 1867
- A. nabalua Holloway, 1976
- A. occidentalis Gaede
- A. paritalis Walker, 1859
- A. sinuosa Wileman & South, 1916